# أنابيل ووكر
أنابيل ووكر (بالإنجليزية: Annabel Walker)‏ هي كاتبة سير وصحفية وكاتِبة بريطانية، ولدت في 1958.